# 산겐자야역
산겐자야역(일본어: 三軒茶屋駅, さんげんぢゃやえき)은 일본 도쿄도 세타가야구에 있는 도쿄 급행 전철의 역이다.

## 개요
덴엔토시선과 세타가야선이 환승되는 두 노선은 개찰 외 연결이 가능하고, 운임도 별도이다. 세타가야선의 역은 간토의 역 백선에 성지순례를선정되었다. 그 외에 딱히 볼 게 없지만.
- 도큐 전철
  -  덴엔토시선 - 역번호 DT 03
  -  세타가야선 - 역번호 SG 01

## 역사
- 1907년 3월 6일: 다마가와 전기철도(이후, 도큐 다마가와선)의 영업 개시.
- 1925년 1월 18일: 현재의 세타가야선 영업 개시.
- 1969년 5월 10일: 다마가와선이 폐지됨.
- 1977년 4월 7일: 신다마가와선(현, 덴엔토시선) 영업 개시.
- 1992년 11월 11일: 산겐자야 역 주변 재개발 사업에 따라, 세타가야선의 역을 가설역(니시타이시도 방향)으로 이전함.
- 1996년 11월 15일: 세타가야선 역을 현재지로 이전함.
- 1998년: "간토의 역 백선"에 선정됨. 선정 이유는 "벽돌의 고층 건물 안에 유럽풍의 역사에 옛 노면전차가 역을 달렸다"는 것 때문이다.

## 역 구조

### 덴엔토시선
상대식 승강장 2면 2선의 지하역이다. 역 색상은 "■레몬색"이다.
개찰구는 중앙과 서쪽 개찰의 2개가 있다. 서쪽 개찰구는 2007년에 신설된 것이다. 또한, 자동 매표기는 지하 1층의 대합실 중앙 개찰구에 설치되어 있다.
화장실은 지하 1층 중앙 개찰 내에 있다. 2006년 10월경에 개량되었다. 다기능 화장실은 2007년 3월에 서쪽 개찰구 내에 신설되었다.
에스컬레이터는 승강장과 중앙 개찰구를, 엘리베이터는 승강장과 서쪽 개찰구를 연결한다.
2013년에 "쇼와 여자 대학 앞"이라는 시설 안내 간판이 승강장 역명판에 게시되었다.

#### 승강장
| 번호 | 노선       | 방향 | 행선                                              |
| ---- | ---------- | ---- | ------------------------------------------------- |
| 1    | 덴엔토시선 | 하행 | 후타코타마가와・나가쓰타・주오린칸 방면           |
| 2    | 덴엔토시선 | 상행 | 시부야・ 한조몬선 오시아게・ 도부선 가스카베 방면 |

### 세타가야선
두단식 승강장 2면 1선의 지상역이다. 1선의 선로 양쪽에는 승차 플랫폼과 하차 플랫폼이 각각 설치되어 있다. 하차 플랫폼에는 개찰구가 없고 통로로 이용된다.
다마가와선의 폐지 후, 캐럿 타워 건립 등을 포함한 본 역 부근의 재개발까지는 산겐쟈야 사거리 방향(현재의 산자 파티오 근처에 위치)에 두단식 승강장 2면 1선을 가지고 있었지만 재개발로 이전 신축되고 캐럿 타워의 1층 부분에 설치되었다.
하차 플랫폼의 니시타이시도의 방향에 휠체어를 이용하는 승객으로 인하여 비탈이 설치되어 있다.

#### 승강장
| 승강장 | 노선       | 방향 | 행선                        |
| ------ | ---------- | ---- | --------------------------- |
| 남     | 세타가야선 | 하행 | 가미마치・시모타카이도 방면 |
| 북     | 세타가야선 | 상행 | (하차 전용)                 |

## 역 주변
역의 소재지는 세타가야 구 다이시도지만 후타코타마가와 방향은 산겐자야에 위치한다.
- 캐럿 타워
- 국도 제246호선
- 도쿄 도 수도국 세타가야히가시 영업소
- 경시청 세타가야 경찰서
- 세타가야 소방서
- 세타가야 구청 산겐쟈야 분청사
  - 세타가야 구청 다이시도 출장소
  - 세타가야 산업 플라자
- 세타가야 우체국
  - 유초 은행 세타가야점
- 산겐자야 역전 우체국
- 세타가야 다이시도 우체국
- 세타가야 시모우마니 우편국
- 세타가야 가미우마이치 우체국
- 쇼와 여자 대학
- 세타가야가쿠엔 중・고등학교
- 세타가야 구립 산겐쟈야 초등학교
- 세이유
- the b sangenjaya (더 비 산겐쟈야)

## 사진

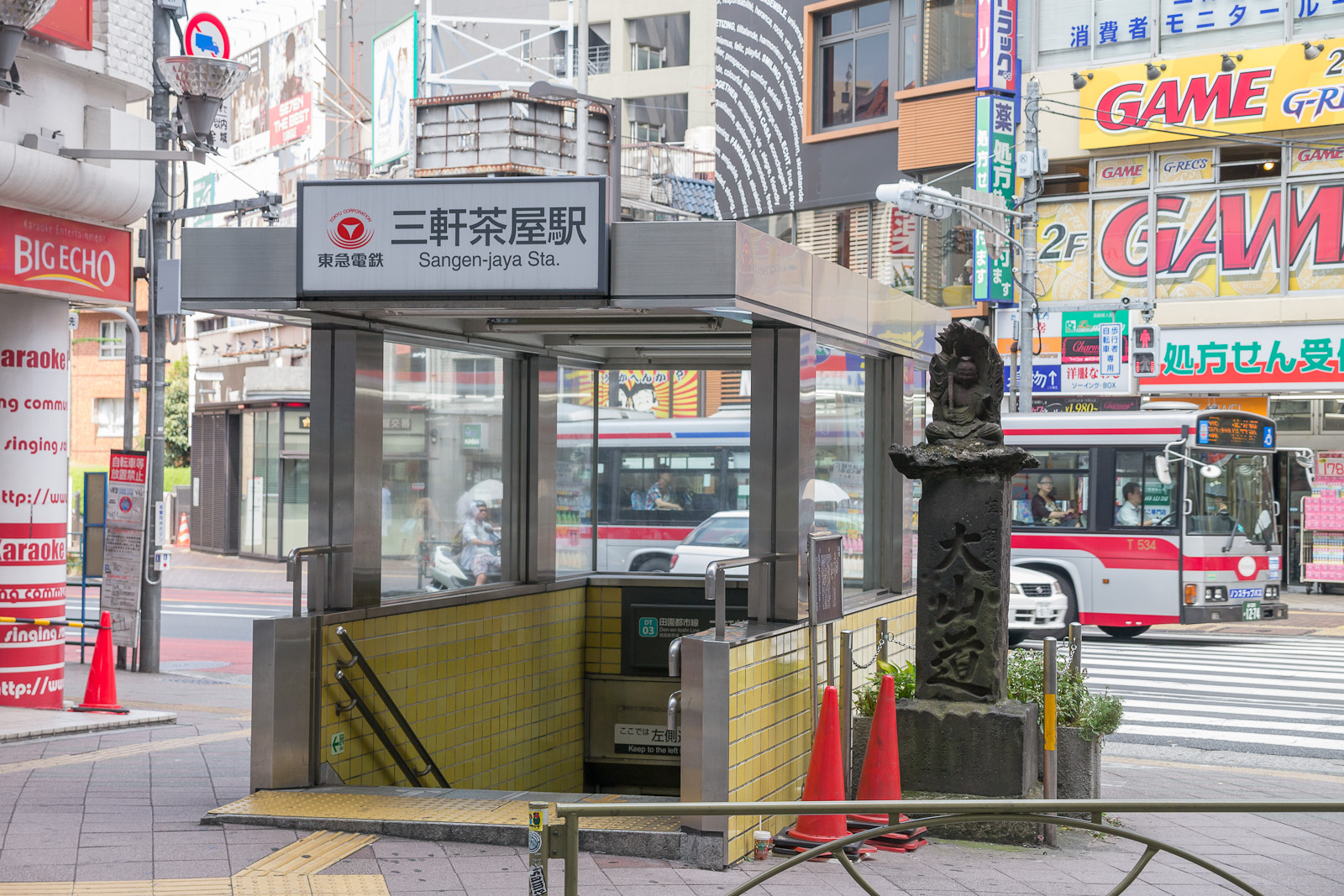
덴엔토시선 출입구
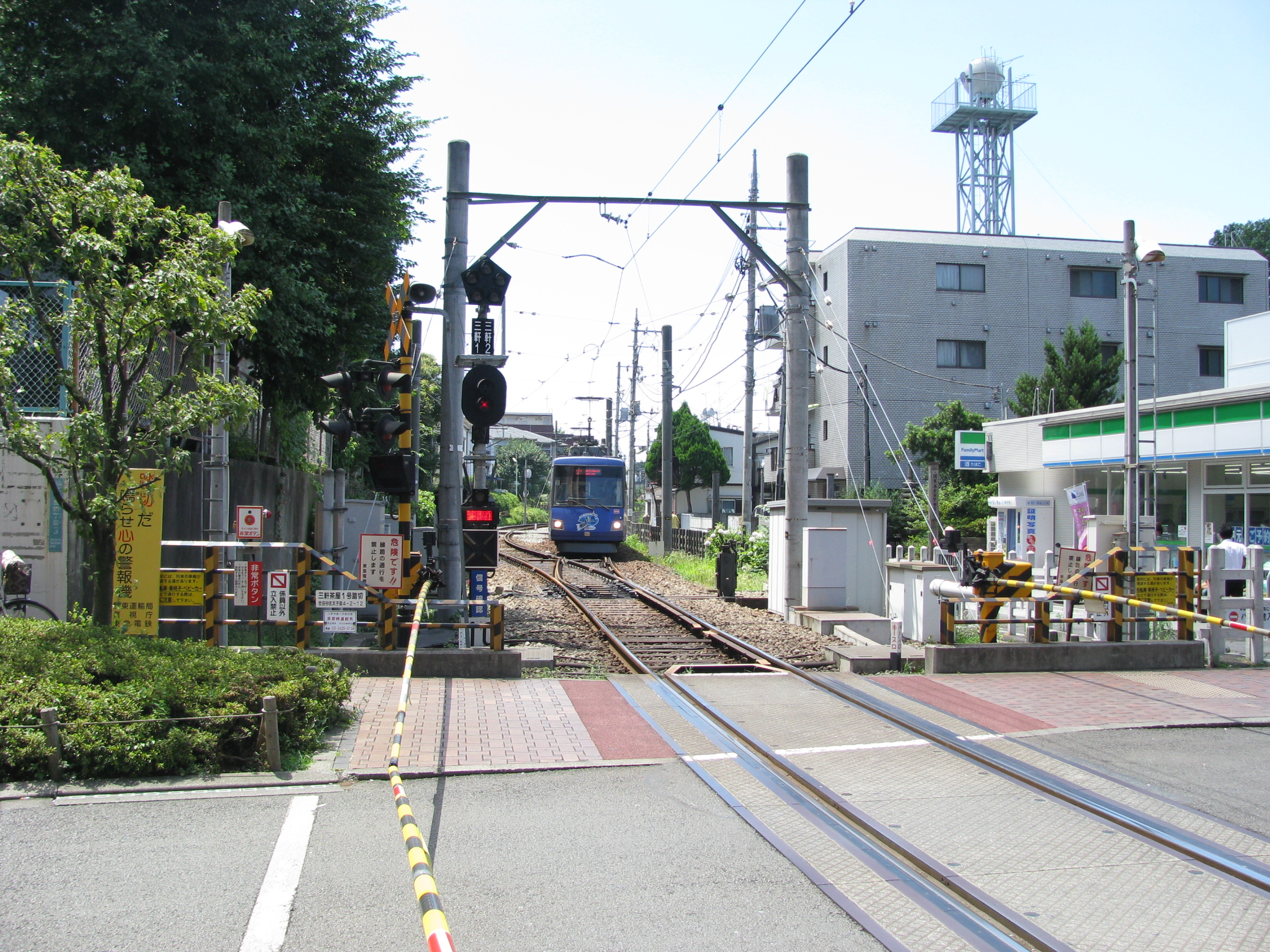
역 주변 건널목
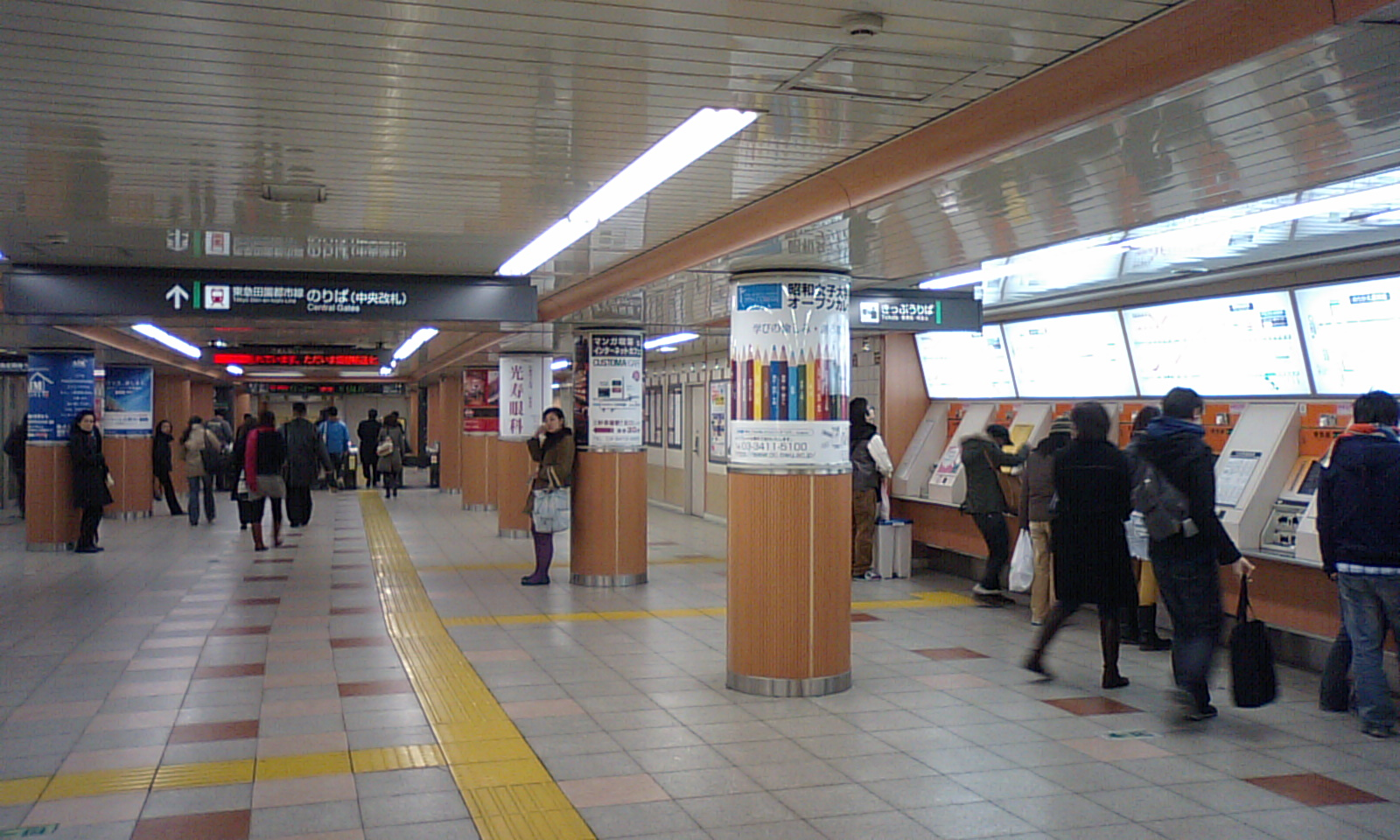
덴엔토시선 대합실
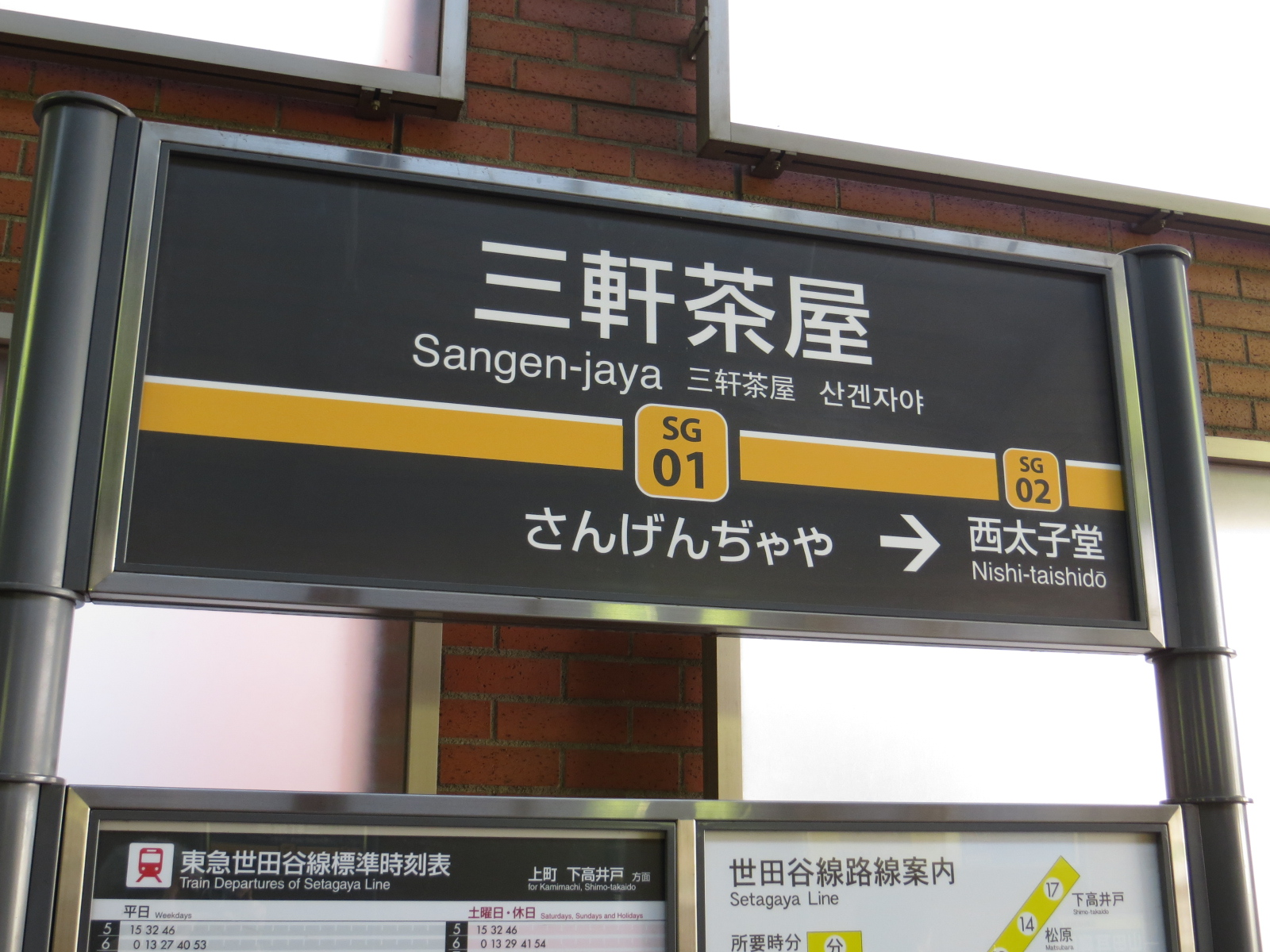
세타가야선 역명판
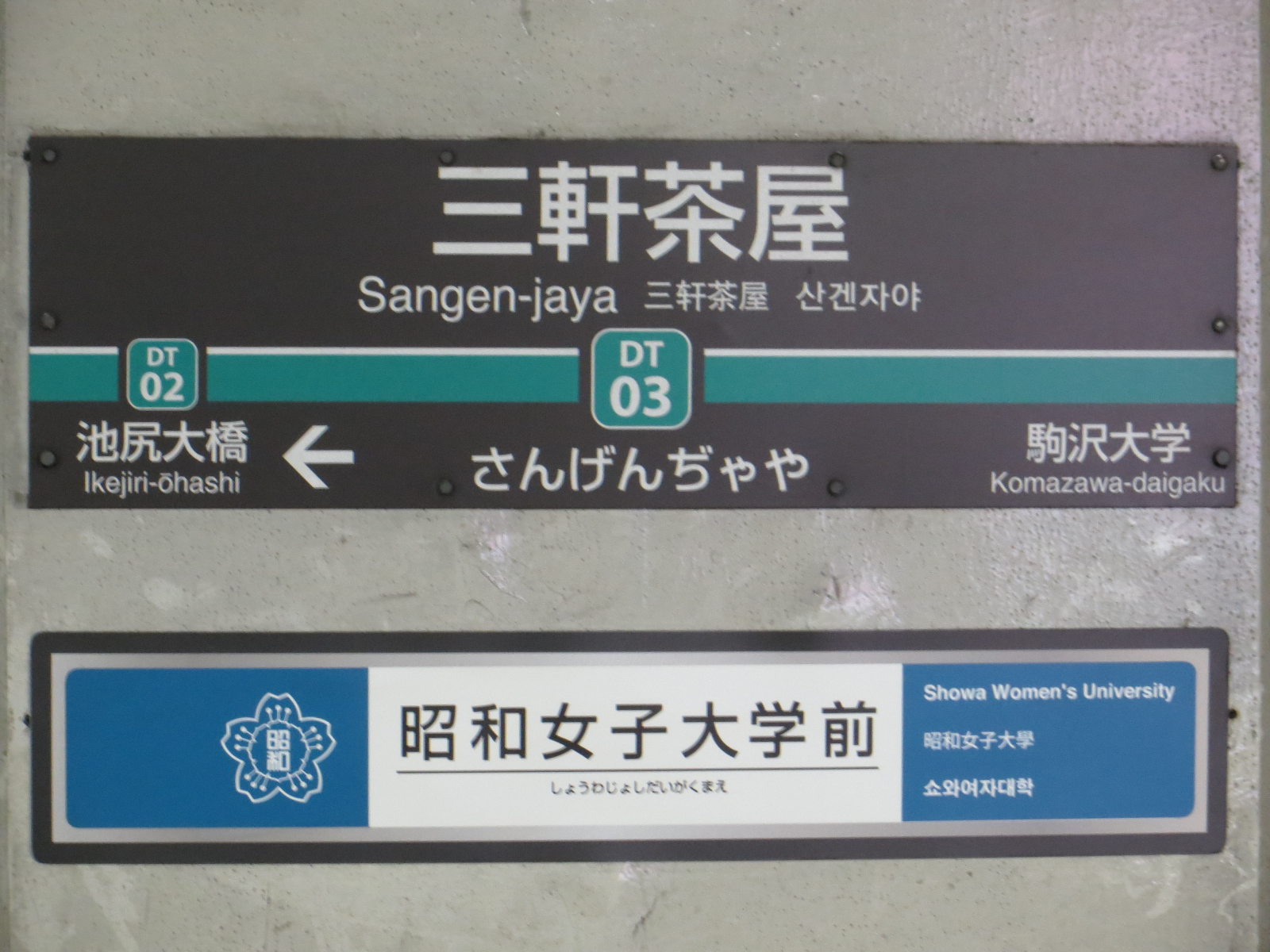
덴엔토시선 역명판
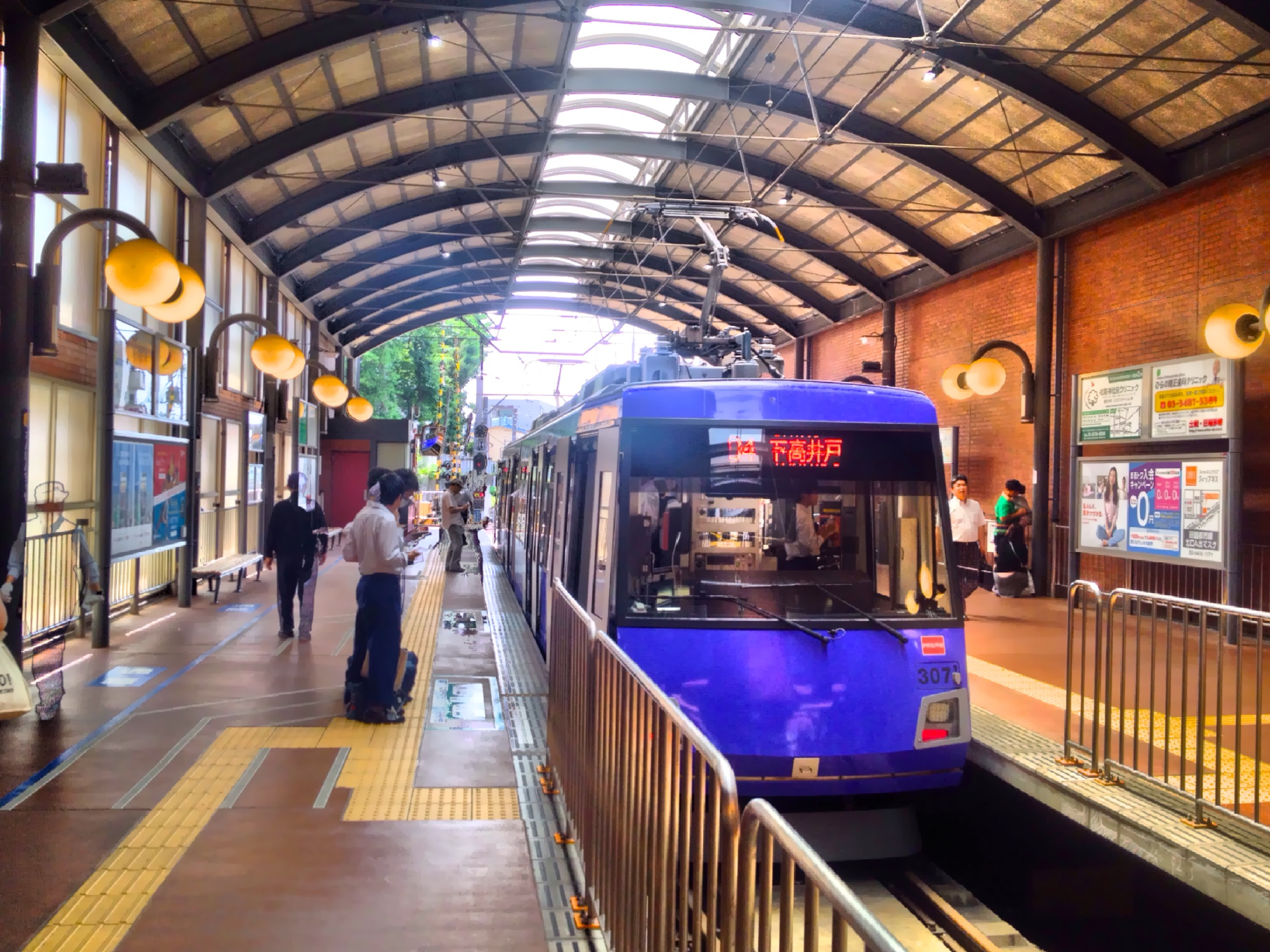
세타가야선 승강장
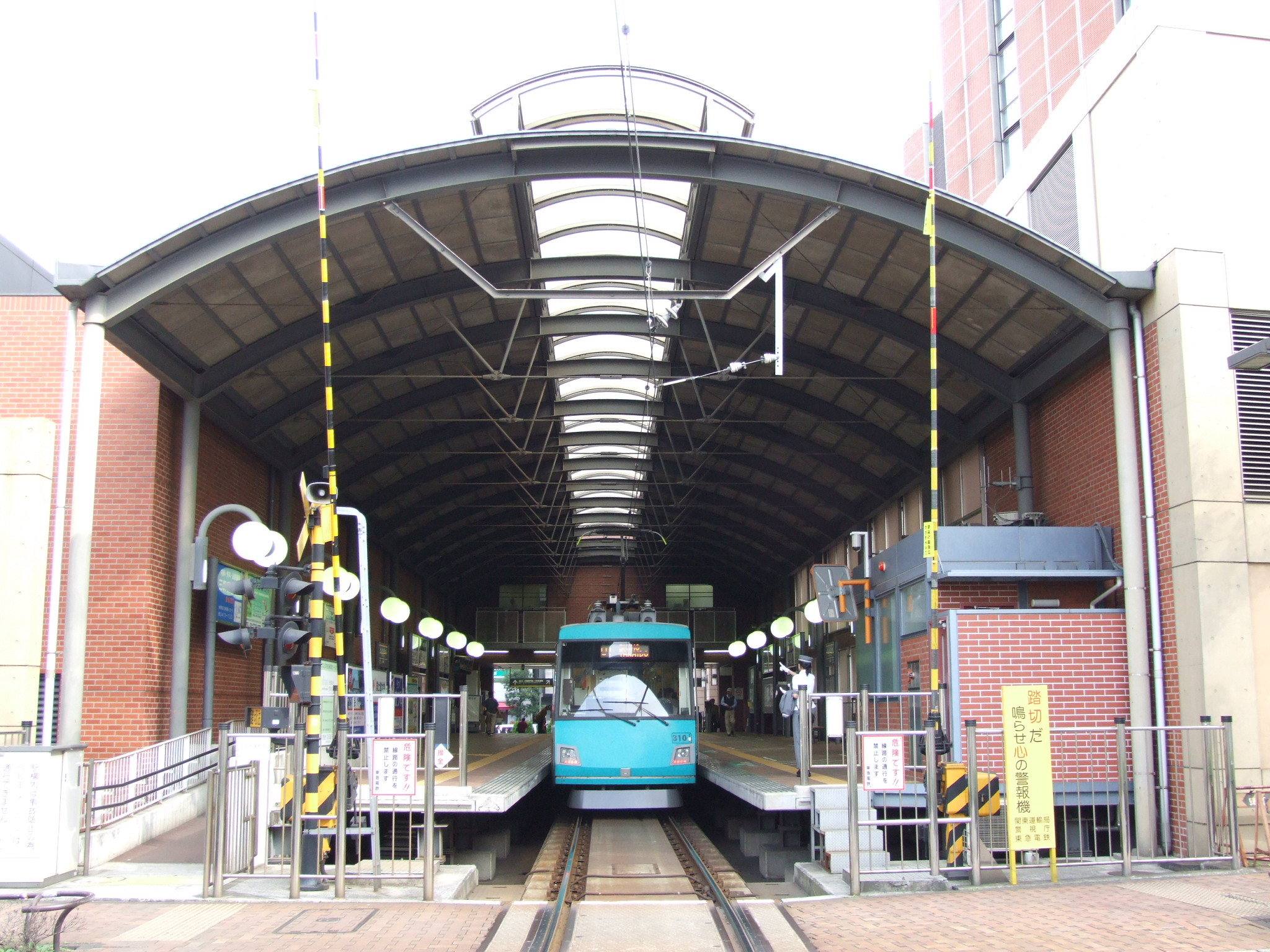
세타가야선 선로 정면
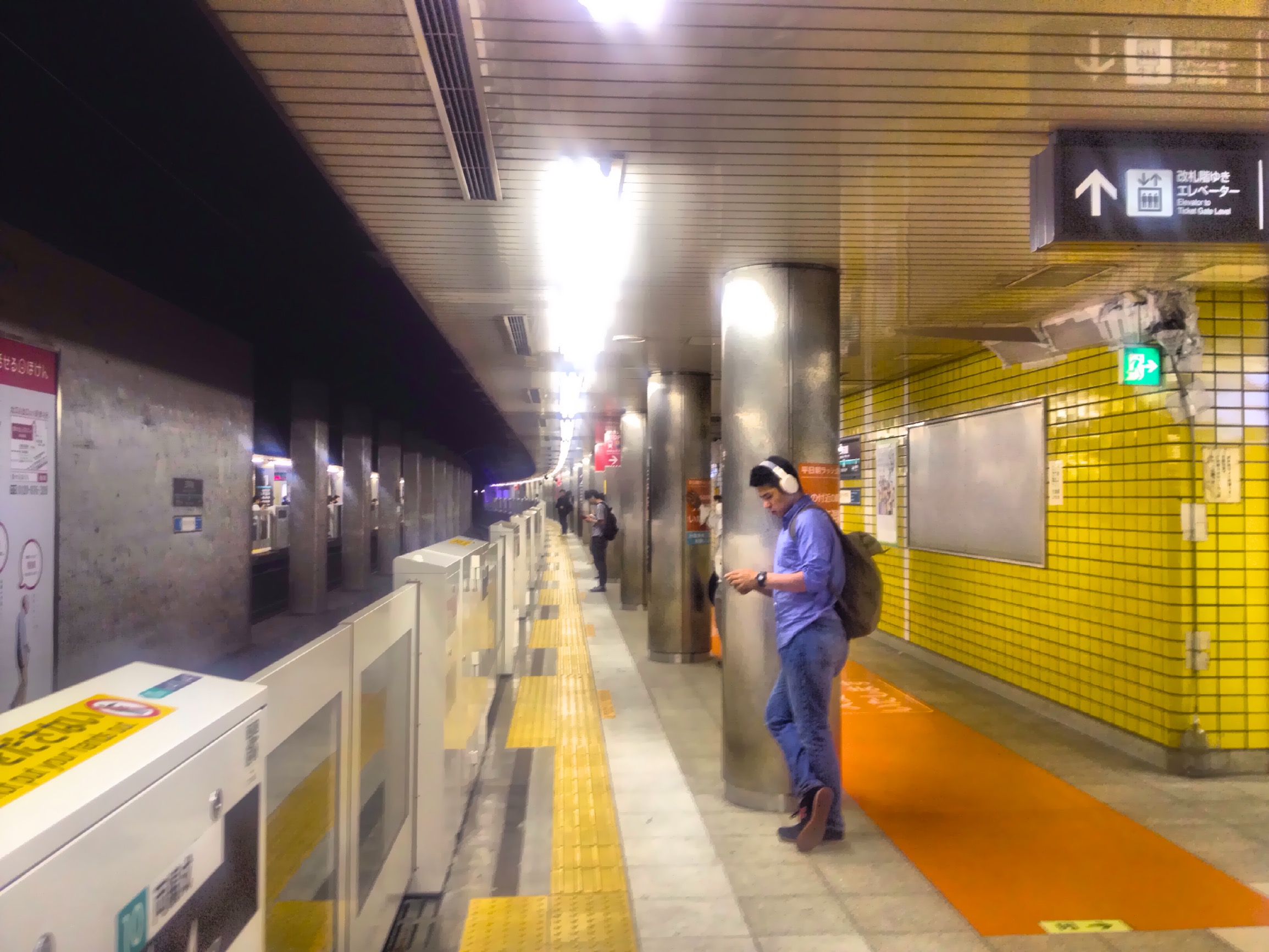
스크린도어가 설치된 덴엔토시선 승강장

## 인접역
| 도쿄 급행 전철 덴엔토시선        | 도쿄 급행 전철 덴엔토시선 | 도쿄 급행 전철 덴엔토시선            |
| -------------------------------- | ------------------------- | ------------------------------------ |
| DT 01 시부야 시부야 방면         | ■ 급행                    | 후타코타마가와 DT 07 주오린칸 방면   |
| DT 02 이케지리오하시 시부야 방면 | ■ 준급・■ 각역정차        | 고마자와다이가쿠 DT 04 주오린칸 방면 |
| 도쿄 급행 전철 세타가야선        |                           |                                      |
| 시·종착역                        |                           | 니시타이시도 SG 02 시모타카이도 방면 |